# Mexico City WCT
Il Mexico City WCT è stato un torneo di tennis facente parte del World Championship Tennis giocato dal 1976 al 1982 a Città del Messico in Messico su campi in cemento.

## Albo d'oro

### Singolare
| Anno       | Campione         | Finalista      | Punteggio               |
| ---------- | ---------------- | -------------- | ----------------------- |
| 1976       | Raúl Ramírez (1) | Eddie Dibbs    | 7–6, 6–2                |
| 1977       | Ilie Năstase     | Wojciech Fibak | 4–6, 6–2, 7–6           |
| 1978       | Raúl Ramírez (2) | Pat Du Pré     | 6–4, 6–1                |
| 1979- 1981 | Non disputato    | Non disputato  | Non disputato           |
| 1982       | Tomáš Šmíd       | John Sadri     | 3–6, 7–6, 4–6, 7–6, 6–2 |

### Doppio
| Anno       | Campioni                      | Finalisti                      | Punteggio     |
| ---------- | ----------------------------- | ------------------------------ | ------------- |
| 1976       | Brian Gottfried Raúl Ramírez  | Ismail El Shafei Brian Fairlie | 6–4, 7–6(4)   |
| 1977       | Wojciech Fibak Tom Okker      | Ilie Năstase Adriano Panatta   | 6–2, 6–3      |
| 1978       | Gene Mayer Sashi Menon        | Marcelo Lara Raúl Ramírez      | 6–3, 7–6      |
| 1979- 1981 | Non disputato                 | Non disputato                  | Non disputato |
| 1982       | Sherwood Stewart Ferdi Taygan | Tomáš Šmíd Balázs Taróczy      | 6–4, 7–5      |